# 植木站
植木站（日语：／ Ueki eki */?）是位於熊本縣熊本市北區植木町鐙田，九州旅客鐵道（JR九州）的鹿兒島本線車站。設有數班從熊本方向的列車於此站停站，以及從此站出發的前往熊本方向的列車。本條目也記述於1965年（昭和40年）廢止的山鹿溫泉鐵道（鐵道線）植木站。

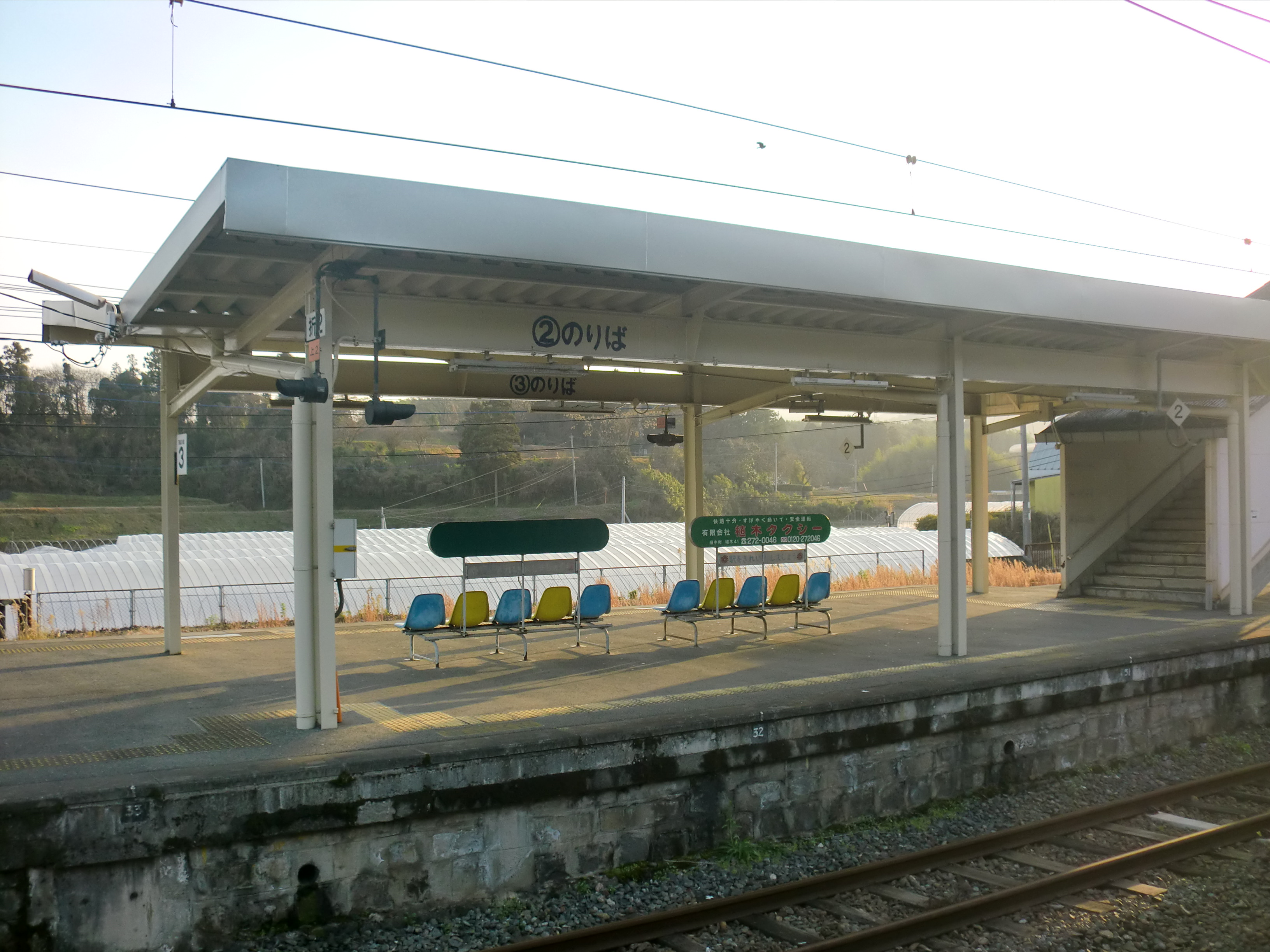
月台（2014年1月）

## 歷史
- 1891年（明治24年）7月1日 - 九州鐵道（第一代）開設此站[1]。
- 1907年（明治40年）7月1日 - 九州鐵道（第一代）被國有化，成為帝國鐵道廳車站。
- 1917年（大正6年）12月12日 - 鹿本鐵道（後來為山鹿溫泉鐵道（日语：山鹿温泉鉄道））植木至肥後豐田之間開業。
- 1957年（昭和32年）7月26日 - 由於水災，山鹿溫泉鐵道植木至植木町之間暫停運行。
- 1965年（昭和40年）2月4日 - 山鹿溫泉鐵道全線廢止。
- 1976年（昭和51年） - 貨物起卸業務暫停。
- 1987年（昭和62年）4月1日 - 伴隨國鐵分割民營化，車站由九州旅客鐵道（JR九州）營運。
- 2012年（平成24年）12月1日  - 此站可以使用IC卡「SUGOCA」[2]。
- 2015年（平成27年）3月14日  - 成為無人車站[3][4]（在成為無人車站前是業務委託車站，由JR九州鉄道營業（日语：JR九州サービスサポート）負責車站業務）。
- 2016年（平成28年） - 再次開始簡易委託業務。

## 車站構造
車站是一座地面車站，設有1面1線的單式月台和1面2線的島式月台，合共設有2面3線的月台。各月台上設有跨線橋連接。曾經設有普通列車在此站待避特急列車。現時由於優等列車廢止，現時沒有列車待避。在山鹿溫泉鐵道未廢止前，設有山鹿溫泉鐵道的柴油列車經此站駛入熊本站。
車站是由熊本站管理。在2015年（平成27年）3月14日起成為無人車站。在約1年後，變為簡易委託車站，由前3名JR職員進行交班，在平日發售近距離乘車票和閘口業務。
車站大樓內設有售票處和自動售票機。

### 月台
截至2019年3月16日
| 月台 | 路線        | 上下行 | 方向                     | 備註                                            |
| ---- | ----------- | ------ | ------------------------ | ----------------------------------------------- |
| 1・2 | ■鹿兒島本線 | 下行   | 熊本、八代／肥後大津方向 | 2號月台只用作從此站出發或於此站為終站的列車使用 |
| 2・3 | ■鹿兒島本線 | 上行   | 玉名、大牟田、博多方向   | 2號月台中，只有晚間2班前往大牟田方向的列車使用  |

## 使用狀況
以下是2016年度，1日平均乘車人次列表：
| 年度   | 1日平均 乘車人次 | 變化率 |
| ------ | ---------------- | ------ |
| 2016年 | 708              |        |
| 2017年 | 727              | 2.7%   |
| 2017年 | 718              | -1.2%  |

## 車站周邊
車站周邊設有村落，在舊植木町南方，北區公所（前植木町公所）距離前植木町中心1公里。
- 大和簡易郵局
- 田原坂新市鎮
- 熊本市立菱形小學（日语：熊本市立菱形小学校）
- 熊本縣道31號熊本田原坂線（日语：熊本県道31号熊本田原坂線）
- 熊本縣道101號植木河內港線（日语：熊本県道101号植木河内港線）
- 熊本縣道113號玉名植木線（日语：熊本県道113号玉名植木線）
- 熊本縣道330號熊本山鹿自動車道線（日语：熊本県道330号熊本山鹿自転車道線）（熊鹿家庭之路）
- 鐙田川（日语：井芹川）

## 巴士路線
植木站前
- 熊熊巴士（日语：ゆうゆうバス (熊本市)）
經田原坂新市鎮入口前往北區公所前、植木停車場（只限平日）

※產交巴士路線已廢止。
※沒有的士常值此站，需要電話聯絡的士公司（電召的士）。

## 相鄰車站
九州旅客鐵道
■鹿兒島本線
■區間快速、■普通
田原坂－植木－西里

### 曾經存在的路線
山鹿溫泉鐵道
山鹿溫泉鐵道線
植木－植木町

## 注腳
1. 1 2 3 4 5 6 7  . 週刊朝日百科. 33号 熊本駅・嘉例川駅・大畑駅ほか. 朝日新聞出版. 2013-03-31: 23.
2. ↑  . 交通新聞 (交通新聞社). 2012-12-04: 1.
3. 1 2  小原擁(2015年3月7日). “JR九州:無人化、新たに20駅発表”. 毎日新聞 (毎日新聞社)
4. 1 2  駅長さんお疲れさま　ＪＲ植木駅、無人化前に （页面存档备份，存于） - 熊本日日新聞 2015年3月11日
5. ↑  .   [2020-04-04]. （原始内容存档于2020-05-04）.

## 外部連結
- JR九州 – 植木車站 （页面存档备份，存于）（日語）